# Miguel Albarracín
Miguel Ángel Albarracín (Pinto, 8 giugno 1981) è un judoka argentino.
Ha vinto la medaglia d'oro ai Giochi Panamericani del 2005 a Caguas. Vinse un bronzo al torneo di classe A il Dutch open  (Rotterdam 2004)  Ha rappresentato il suo paese natale alle Olimpiadi estive del 2004 ad Atene, e Pechino 2008.

## Carriera sportiva
Tra i risultati più importanti che hanno caratterizzato la carriera dell'atleta argentino troviamo sicuramente il quinto posto ai campionati mondiali U20 a Nabeul come esordio mondiale. Colleziono' 8 medaglie ai campionati panamericani di cui 2 ori 2 argenti e 4 bronzi.
Arrivo' secondo alla super world cub di Amburgo nel 2006 sempre nei -60kg.
Partecipa ai giochi olimpici di Atene nel 2004 dove, dopo 2 vittorie si ferma con 2 sconfitte, non riuscendo a proseguire la gara. Ai giochi olimpici seguenti si Pechino 2008 viene arrestato rispettivamente da Choi, Min-Ho (Medaglia d'oro) e Haji Akhound Zade, Masoud (12posto).